# Kief (Dacota do Norte)
Kief é uma cidade localizada no estado norte-americano de Dacota do Norte, no Condado de McHenry.

## Demografia
Segundo o censo norte-americano de 2000, a sua população era de 13 habitantes.
Em 2006, foi estimada uma população de 12, um decréscimo de 1 (-7.7%).

## Geografia
De acordo com o United States Census Bureau tem uma área de
3,3 km², dos quais 3,2 km² cobertos por terra e 0,1 km² cobertos por água. Kief localiza-se a aproximadamente 509 m acima do nível do mar.

## Localidades na vizinhança
O diagrama seguinte representa as localidades num raio de 24 km ao redor de Kief.